# Meiothecium
Meiothecium är ett släkte av bladmossor. Meiothecium ingår i familjen Sematophyllaceae.

## Dottertaxa tillMeiothecium, i alfabetisk ordning[1]
- Meiothecium attenuatum
- Meiothecium boryanum
- Meiothecium chlorocladum
- Meiothecium congolense
- Meiothecium crassirete
- Meiothecium crispum
- Meiothecium fuscescens
- Meiothecium greenwoodii
- Meiothecium guineense
- Meiothecium hamatulum
- Meiothecium hamatum
- Meiothecium intextum
- Meiothecium jagorii
- Meiothecium longisetum
- Meiothecium madagascariense
- Meiothecium mediopapillatum
- Meiothecium microcarpum
- Meiothecium papuanum
- Meiothecium pendulum
- Meiothecium pobeguinii
- Meiothecium prunicola
- Meiothecium rechingeri
- Meiothecium revolubile
- Meiothecium secundifolium
- Meiothecium serrulatum
- Meiothecium stratosum
- Meiothecium submicrotheca
- Meiothecium tenellum
- Meiothecium tenuirete
- Meiothecium turgidellum
- Meiothecium urceolatum
- Meiothecium wattsii